# Шталаг 328
Stalag 328 (Konzentrationslager der Standarte 328, Шталаг 328) — созданный германскими воинским командованием лагерь для советских военнопленных (позже пополненный военнопленными и узниками из других стран), существовавший в 1941—1944 годах во Львове (УССР).
Место смерти около 140 тысяч военнопленных. Начиная с декабря 1942 концлагерь на львовской Цитадели стал одним из подлагерей «дисциплинарного лагеря» (Straf-Kompagnie) «Шталаг 325» в Раве-Русской. Другие сателлитные лагеря «Шталага 325» находились в Тернополе, Золочеве, Стрые, Звежинце, Теребовле и Сколе.

## Территория
Вся высота, на которой размещается львовская Цитадель, была обнесена колючей проволокой в четыре ряда, между которыми стояли часовые. На территории, кроме семи кирпичных фортов, находилось ещё 14 меньших помещений, обнесенных колючей проволокой в два ряда. Внутри территории были огорожены колючей проволокой участки 100х200 м2, в которых военнопленных содержали под открытым небом. На бывшем футбольном поле были построены три больших барака.

## Сортировка военнопленных

### Фильтрация: офицеры, коммунисты, комсомольцы, евреи

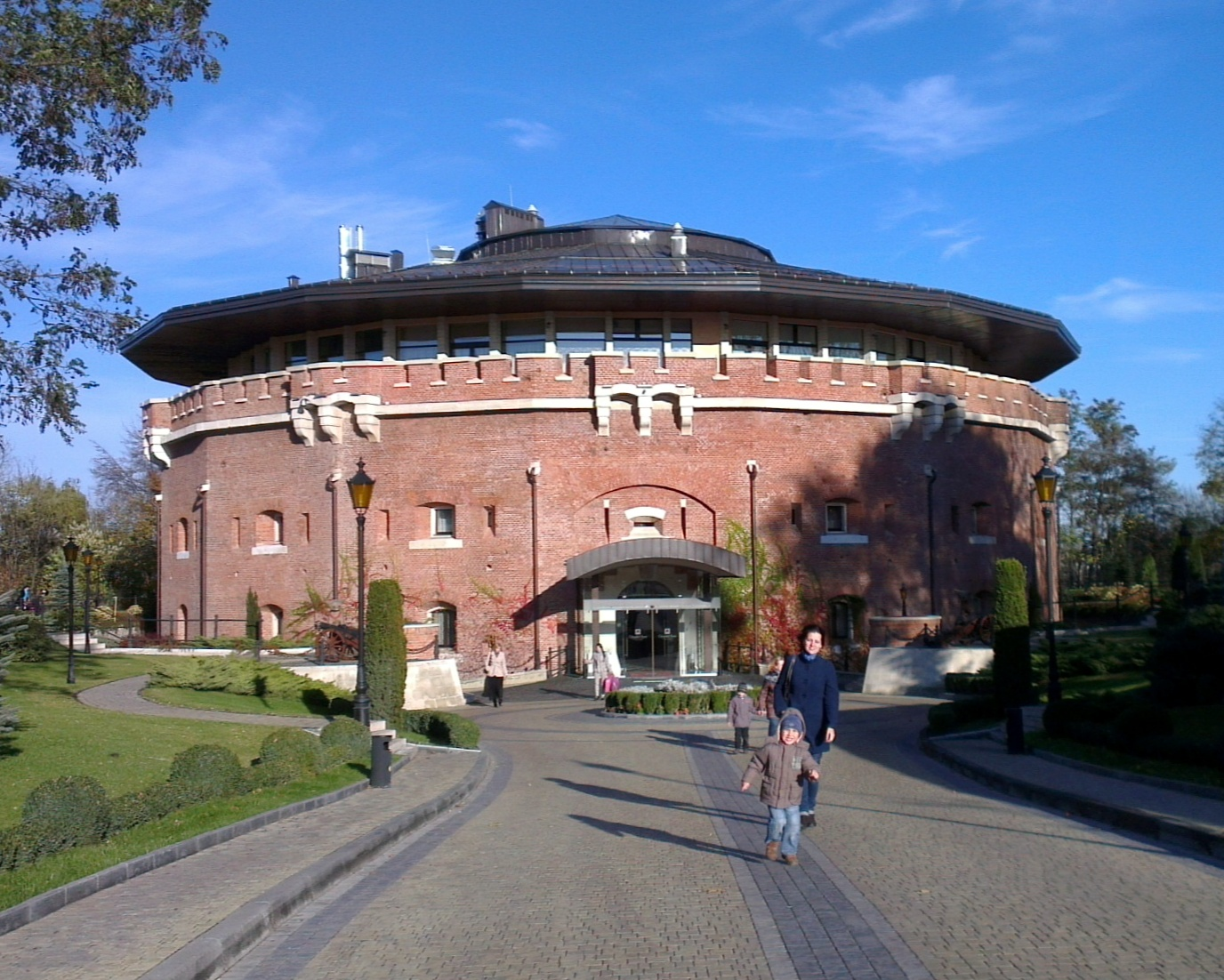
Большая Максимиллиановская башня № 2, «башня смерти» концлагеря Шталаг 328, в которой происходило уничтожение офицеров Красной Армии, коммунистов, комсомольцев и евреев. С 2007 года переоборудована в пятизвёздочный отель «Citadel Inn»

Каждая новая партия военнопленных при прибытии в лагерь допрашивалась. Во время допроса нацисты отбирали командный армейский состав, членов коммунистической партии, комсомольцев, а также военнослужащих еврейской национальности. Отобранных били и сразу сажали в камерах смертников, где в течение 17 суток обречённым не давали есть. Военных евреев размещали в подвалах, затем обессиленных выводили во двор лагеря, раздевали, и расстреливали, а трупы их сжигали на территории лагеря. Для этой цели было отведено специальное место, которое усиленно охраняла лагерная полиция. Военнопленных также вывозили в закрытых автомашинах в Лисиницкий лес, где уничтожали.

### Украинцы
25 июля 1941 года Генерал-квартирмейстер вермахта Вагнер издал приказ об освобождении из плена фольксдойче, украинцев, белорусов, грузин, финнов, литовцев, латышей, эстонцев, «кавказцев» и «туркестанцев». 13 октября из этого списка исключили белорусов и украинцев, финнов и «фольксдойче» начали подвергать сортировке. И начали отпускать румынов вспомнив о союзниках. Всего в тот период было освобождено 318 770 человек, из которых 277 761 были украинцами.
Немецкие власти считали обязательным отделение военнопленных украинской национальности от других пленных. Перед организациями украинских коллаборационистов встала задача помощи пленным одеждой и питанием. В конце сентября 1941 года, без всякого предупреждения, от германского командования поступило распоряжение об освобождении украинцев. С большими торжествами 23 сентября 1941 года был освобождён 61 военнопленный украинец; все они происходили из львовской округи. На торжестве присутствовали — шеф правления д-р Локзакер (который обратился к освобождаемым с речью), от немецких вооруженных сил — оберстлейтенант Генкер, шеф Правительства пропаганды Рестш, оберст Бизанц и много офицеров. Пленным на дорогу выдали продукты.
27 сентября в 7 часов утра, уже в присутствии самого губернатора Ляша, представителей немецкой военной и гражданской власти и делегатов Украинского Красного Креста были освобождены 1500 пленных. Освобождённым выдали на дорогу еду, и они покинули концлагерь в направлении Рогатин-Станиславов.
К тому времени в концлагере уже бушевали инфекционные болезни, в том числе тиф, и больные бывшие узники разносили заболевания, в результате чего погибали и они и добровольцы Украинского Красного Креста.
В ноябре 1941 года власти прекратили освобождение военнопленных.

### Русские
Освобождением русских из львовского лагеря смерти занимались вербовщики легиона Русской освободительной армии (РОА) генерал-лейтенанта А. А. Власова. По сообщению М. К. Полякова, который попал в плен под Ленинградом 15 июля 1941 в составе 832-й дивизии: «Зимой 1942—1943 г. к нам в лагерь приехал близкий соратник Власова отбирать в российский легион добровольцев. Но отбирали не всех, а тех, кто пострадал от советской власти: детей кулаков и попов, репрессированных, бывших зэков, потомков эксплуататоров».

### Французы и бельгийцы
К августу 1943 года на Цитадели было уничтожено около 100 тысяч военнопленных. С 1942 года сюда стали перемещать военнопленных французской и бельгийской армии, а также захваченных участников Сопротивления. В 1943 году уцелевших французов и бельгийцев вывезли в Шталаг 325 в Стрыю.

### Итальянцы
С сентября 1943 года (вскоре после выхода Италии из войны) контингент заключённых стал пополняться военнослужащими итальянской армии. Львов в это время был важным транзитным пунктом на пути возвращения итальянцев с Восточного фронта. Здесь дислоцировался арьергард разбитой 8-й армии (Commando retrove del 'Est), в который входили транспортная служба, команда для расквартирования № 37, отдел военной почты, военный госпиталь, команда батальона связи и команда королевских карабинеров. Всего во Львове было около 2000 итальянских военных, среди которых 5 генералов и 45 офицеров. Итальянцев расстреливали на территории лагеря и в окрестностях Львова.

## Режим

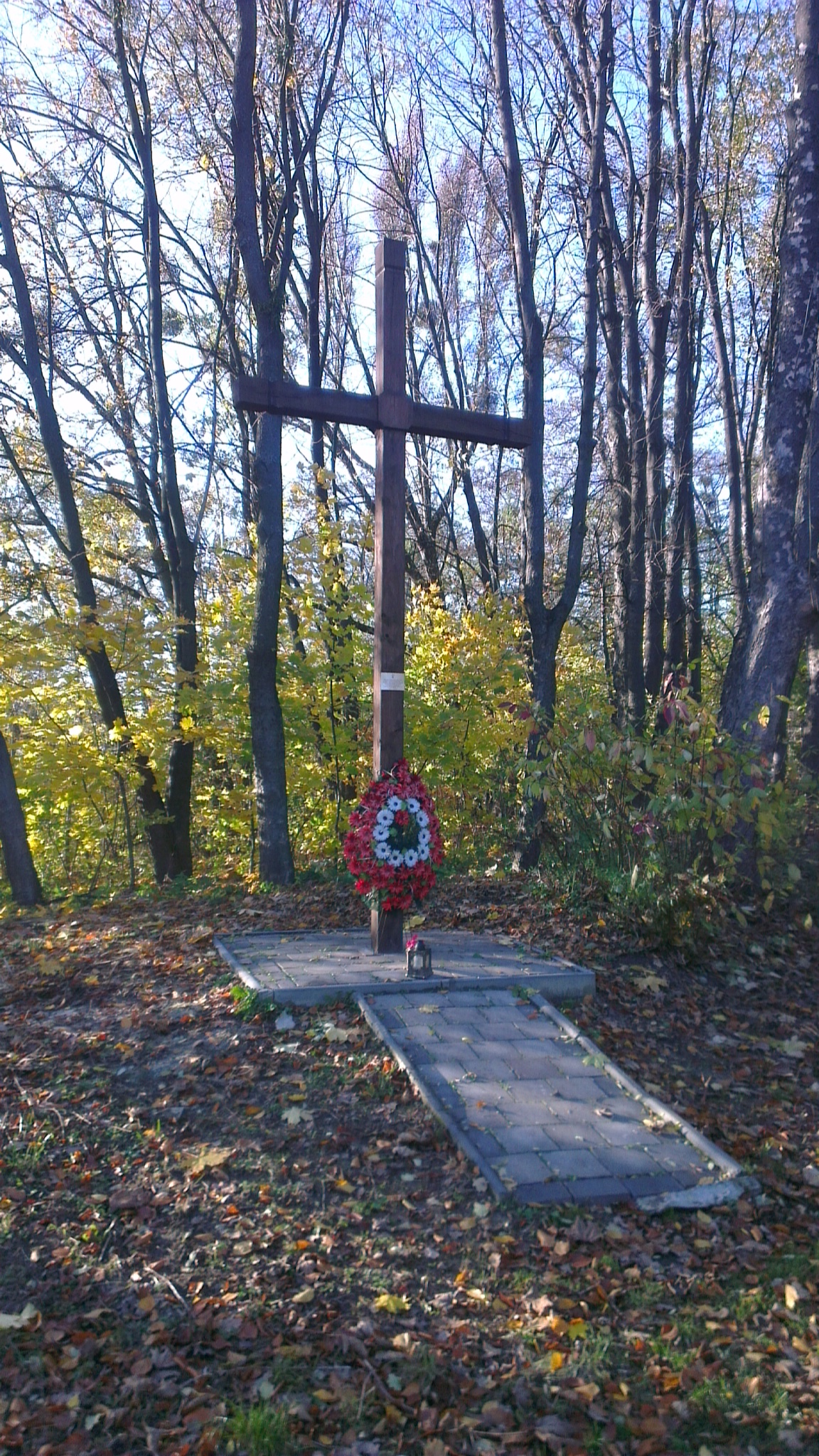
Крест в память о погибших военнопленных концлагеря Шталаг 328

Режим и питание в лагере специально были рассчитаны на ослабление и медленное уничтожение всех заключённых. Советские военнопленные рассматривались как низшие существа, подлежащие уничтожению.
Под угрозой расстрела немецкая администрация заставляли заключённых работать с утра до поздней ночи. Помещения лагеря не отапливались. О людоедстве в лагере военнопленных свидетельствовали показания переводчика, работавшего в лагере, и также пункт 11-й инструкции лагерного порядка для военнопленных «Шталаг 328», где на ломаном украинском языке говорилось: «Забороняется розризивати трупів вонен. полоненних и такових частини тіла віддаляти».
Нацисты практиковали расстрелы, выдачу отравленной пищи и умышленное распространение различных эпидемических заболеваний, среди которых самым распространенным был сыпной тиф.
К началу ноября 1941 года в лагере умерло 3000 заключённых от дизентерии, и туда из Рава-Русского лагеря военнопленных были умышленно завезены 380 больных сыпным тифом. По приказу немецкого командования, сыпнотифозных разместили по 10 человек в казармах среди других военнопленных. Уже через несколько дней лагерь охватила эпидемия, которая продолжалась до марта 1942 г. и унесла жизни около 5000 пленных.
Заключённые подвергались жестоким издевательствам со стороны лагерной полиции. В убийствах граждан на Львовщине была также задействована команда применения (Айнзацкоманда (Эйнзацкоманда)) 5, группы применения (Айнзацгруппа (Эйнзацгруппа)) «С», зоной действия которой была определена прифронтовая полоса (тыл) группы армий «Юг» при оккупации Советской России. За время её существования задокументирован расстрел 5 577 человек в девяти городах Союза ССР (Львов, Злочев, Житомир, Проскуров, Винница, Днепропетровск, Кривой Рог, Сталино, Ростов-на-Дону).

## Помощь подполья
Во Львове действовала коммунистическая организация «Народная гвардия им. И. Франко», которая в частности занималась помощью в организации побегов из концлагеря военнопленных. Народогвардейцы прятали беглецов в своих домах, обеспечивали соответствующими документами, и затем переправляли в леса к партизанам. Один из беглецов из Цитадели, Коцка, присоединившись к народогвардийцам, заложил взрывчатку в ресторане гостиницы «Жорж», когда там собрались немецкие офицеры (операция «Казино»).
Организовывала побеги военнопленных также и созданная в начале 1944 г. во Львове подпольно-партизанская группа «Унитарцы», и даже сотрудник коллаборационного Украинского центрального комитета М. А. Фролов. Польское подполье помогало бежать заключённым-иностранцам.
Так, ночью 20 марта 1944 из концлагеря в Цитадели в направлении Яновской улицы и Клепаровского вокзала бежало 300 военнопленных. В ночь с 20 на 21 мая из лагеря сбежали 13 советских и 3 французских военнопленных.

## Освобождение
В конце июля 1944 года сложилась неблагоприятная для германской армии обстановка на львовском участке фронта. Германские части стали покидать город. Сложилась благоприятная обстановка для действий польской Армии Крайовой, которая должна была овладеть Львовом до прихода основных контингентов советских войск. Оставленную гарнизоном Цитадель 23 июля 1944 года попытались захватить польские партизаны, которыми руководил командующий группировки «Юг» капитан Кароль Борковец. После коротких стычек с отрядом немцев, которые скрывались в бывшем концлагере, члены Армии Крайовой нашли склад оружия.
В тот же день, 23 июля советские 60-я и 4-я танковые армии, 3-я гвардейская танковая и 38-я армия начали операцию по освобождению города. Особенно активным был 10-й гвардейский Уральский добровольческий танковый корпус 4-й танковой армии, бойцы которого подходили ко Львову тремя клиньями. В понедельник, 24 июля, на Цитадель прибыла танковая бригада под командованием капитана Малофеева. Вместе с ними сюда прибыли саперы командира взвода старшего лейтенанта Алексея Иванова, которые очистили бывший концлагерь от мин и фугасов; ими было вывезено около 10 вагонов взрывчатки. Продолжая расчищать Цитадель, красноармейцы наткнулись на глубокий ров, заполненный трупами, прикрытый хворостом. Об этом капитан Малофеев докладывал в штаб бригады капитану Фомичёву, который приказал похоронить тела убитых. Утром 25 июля в казармы концлагеря переехал штаб 63-й гвардейской бригады.
В августе 1944 г. на Цитадель прибыла Государственная чрезвычайная комиссия по расследованию нацистских преступлений. Судебно-медицинская комиссия, которая обследовала место расстрелов военнопленных, обнаружила на поверхности земли и в ямах пепел и человеческие кости, искусственные зубы, предметы личного обихода, человеческие волосы. На основании показаний свидетелей было установлено, что в концентрационном лагере военнопленных на Цитадели за время его существования находилось около 284 тыс. военнопленных. Из них, как убеждал осмотр мест захоронения и показания очевидцев, от болезней, голода, пыток и расстрелов погибло более 140 тыс. человек. В специальном помещении лагеря комиссия выявила 830 снятых с военнопленных комплектов обмундирования и 3640 пар обуви, которые нацисты не успели использовать. Комиссия составила подробный список комендантов концлагеря, которых пытались привлечь к судебной ответственности: капитан Блют, майор Сидорен, майор Рох, оберфельдфебель 328 полка Фриц Миллер, оберфельдфебель Пер.
На стенах камер были найдены многочисленные надписи, сделанные заключенными, их содержание свидетельствовало, что Цитадель была лагерем смерти: «Здесь умирали с голоду русские пленные тысячами 22.1.1944», «Кто здесь будет из Красной Армии, то пусть расскажет всем товарищам по оружию, что здесь страдали, умирали от голода и холода. 22 января 1944 г.».

## Суд над комендантом лагерной полиции
14 июля 1977 завершился суд над бывшим комендантом лагерной полиции «Шталага 328» Андреем Емельяновичем Якушевым. Судебный процесс длился почти четыре недели и происходил публично. На основании показаний около 40 очевидцев, а также по материалам предварительного следствия, которое провели сотрудники управления Комитета государственной безопасности при Совете Министров СССР по Львовской области, было установлено, что при участии Якушева, были отобраны и отправлены на расстрел не менее 1300 человек. Военный трибунал Краснознаменного Прикарпатского военного округа под председательством полковника юстиции А. А. Трощенкова приговорил Якушева к расстрелу.

## Память
В память евреев — жертв Холокоста был поставлен памятный знак. Знак подвергался атакам вандалов 7 октября 2023 года и 24 февраля 2024 года.